# Ludwig Friedrich Krauss
Ludwig Friedrich Krauss (* 5. November 1757 in Augsburg; † 1851 ebenda) war ein evangelisch-lutherischer Geistlicher und Theologe.

## Familie
Seine Eltern waren Marx Friedrich Krauß († 7. Januar 1772), Pfarrer an der Barfüßerkirche und Senior des Augsburger Predigerministeriums, und Marie Magdalene, eine Tochter des Pfarrers Samuel Urlsperger.
Am 6. Februar 1785 heiratete er  Marie Karoline Rick († 1838) aus der Kolonie Neuholland in Brandenburg. Sie hatten zehn Kinder, von denen acht überlebten.

## Leben und Wirken
Krauss besuchte ab sechs Jahren das evangelische Gymnasium, ab zwölf Jahren das Kollegium zu St. Anna und studierte ab 1776 in Tübingen und Leipzig.
1780 kehrte er in seine Heimatstadt zurück, wo er Katechet am Zucht- und Arbeitshaus wurde. Schon zwei Jahre darauf wurde er zum Pestilenziarius ernannt, 1784 zum vierten Diaconus an der Barfüßerkirche. Zusätzlich übernahm er 1790 als Nachfolger seines Schwagers Degmair die Leitung des Armenkinderhauses. 1797 wechselte auf die Stelle eines Diaconus an der Kirche St. Anna, 1805 in das Pfarramt an der Kirche St. Ulrich. Daneben wurde er Senior des Augsburger Predigerministeriums und nach der Eingliederung der Stadt in das Königreich Bayern 1811 Schulkommissar und 1813 Dekan. 1822 vertrat er die lutherische Geistlichkeit in der Bayerischen Abgeordnetenkammer.
Zu seinem 50-jährigen Dienstjubiläum 1830 wurde Krauss zum Kirchenrat ernannt und erhielt das Ehrenkreuz des Ludwigsordens. Das Amt als Dekan gab er ab, blieb aber bis ins hohe Alter im Pfarramt tätig.
Krauss verfasste schon 1788 im Auftrag des Augsburger Predigerministeriums ein Lehrbuch für den Katechismusunterricht, das bis weit ins 19. Jahrhundert im Gebrauch war. Auch das von ihm gemeinsam mit Johann Christoph Heckel herausgegebene Augsburger Gesangbuch von 1794, zu dem Krauss einige Liedtexte beisteuerte, wird der Aufklärungstheologie zugerechnet. Eine weitere Veröffentlichung war dem Leben des 1808 verstorbenen Augsburger Patrizier Paul von Stetten gewidmet.

## Schriften
- Katechetischer Unterricht in der christlichen Glaubens- und Sittenlehre. Augsburg 1789.
- Christliche Glaubens- und Sittenlehre zum Unterrichte der Jugend. Lotter, Augsburg 1788 (urn:nbn:de:bvb:12-bsb10390451-8, Bayerische Staatsbibliothek).
- mit Gottlieb Tobias Wilhelm: Ueber Augsburg. Gegen die unwahre Darstellung dieser Reichsstadt in dem geographisch-statistisch-topographischen Lexikon von Schwaben. Nebst einem Anhange, Augsburg 1791 (Digitalisat, Staatsbibliothek Berlin).
- mit Johann Christoph Heckel: Neues Gesangbuch für die Evangelischen Gemeinen der freyen Reichsstadt Augsburg. Augsburg 1794 (Digitalisat, Bayerische Staatsbibliothek).
- Paul von Stettens königl. Baier. Geheimen Raths [und vormaligen Stadtgeflegers in Augsburg] Leben und Charakter. Bürglen, Augsburg 1809.